# Amphiprion mccullochi
Amphiprion mccullochi és una espècie de peix de la família dels pomacèntrids i de l'ordre dels perciformes.

## Morfologia
- Els mascles poden assolir 12 cm de llargària total.[2][3]

## Hàbitat
Viu en zones de clima subtropical (31°S-32°S), associat als esculls de corall, a 2-45 m de fondària i en simbiosi amb l'anemone Entacmaea quadricolor.

## Distribució geogràfica
Es troba al sud-oest del Pacífic: illa de Lord Howe.